# Malkundi, Nanjangud
Malkundi là một làng thuộc tehsil Nanjangud, huyện Mysore, bang Karnataka, Ấn Độ.